# Avio Squadra Bari
L'Avio Squadra Bari, nota come Aviosquadra, è stata una società calcistica italiana di Bari attiva fra la fine degli anni trenta e i primi anni quaranta del Novecento.
Era chiamata fino all'estate del 1942, quando fece il suo ingresso in Serie C, categoria in cui disputò un solo campionato, Sezione Calcio Aeroporto di Palese-Macchie ed era gestita da militari della Regia Aeronautica.

## Storia
La società, rappresentativa calcistica dell'Aeroporto di Bari, è citata per la prima volta dalla stampa sportiva come "Aeroporto Palese", quale partecipante al campionato pugliese 1938-1939 della Sezione Propaganda, in cui giunse alla finalissima e vinse a tavolino causa il ritiro dell'altra finalista, l'A.R. Aurora di Molfetta.
Per la stagione 1939-1940 fu iscritta in Seconda Divisione regionale, ultima serie della piramide calcistica del tempo, e vi militò fino al 1941-1942, anno in cui ottenne il primo posto nel girone C e vinse il girone finale e la finalissima contro l'U.S. San Ferdinando, venendo quindi promossa in Prima Divisione.
Nell'estate del 1942 fu ammessa in Serie C, e il 16 settembre dello stesso anno assunse la nuova denominazione Avio Squadra Bari, partecipò quindi alla stagione 1942-1943 mantenendo almeno undici giocatori della rosa dell'anno precedente e chiudendo il campionato a metà classifica nel girone M di dodici squadre, dopo aver pareggiato in casa con Lecce, Taranto e Cosenza, squadre piazzatesi infine ai primi posti.
Nel 1945, dopo la sospensione delle competizioni per via della guerra, il club non fu iscritto alla nuova Serie C centro-meridionale cui aveva diritto di partecipare, di fatto scomparendo.

## Colori
I giocatori dell'Aeroporto di Palese, poi Aviosquadra, erano spesso indicati dai giornali come avieri e azzurri; l'azzurro era peraltro utilizzato negli stemmi dalla Regia Aeronautica, come in tempi recenti dall'Aeronautica Militare italiana.
L'uniforme mostrata in alto a questa voce, a destra, è prettamente generica e non vi sono al momento riscontri sulle sue effettive fattezze.

## Strutture

### Stadio
In Serie C la squadra disputò le gare interne allo stadio della Vittoria di Bari, come testimoniano le cronache della Gazzetta del Mezzogiorno.

## Società
| Stagione  | Presidente/dirigenti                                                                                |
| --------- | --------------------------------------------------------------------------------------------------- |
| 1938-1939 | Mar. Di Gennaro                                                                                     |
| 1941-1942 | Col. Piombino, coadiuvato dal tenente Nardelli e dai marescialli Grimaldi e Tognaccini (ruoli n.d.) |
| 1942-1943 | Ferruccio Ranza                                                                                     |

Il presidente della società nella stagione di Serie C dovrebbe essere stato il generale di squadra aerea Ferruccio Ranza, citato in questo ruolo dall'almanacco del Calcio Rizzoli, anche se mancano prove inoppugnabili che fosse esattamente lui.